# Ödsbysjön
Ödsbysjön är en sjö i Örnsköldsviks kommun i Ångermanland som ingår i Moälvens huvudavrinningsområde. Sjön har en area på 0,37 kvadratkilometer och ligger 83 meter över havet. Ödsbysjön ligger i Moälven Natura 2000-område. Sjön avvattnas av vattendraget Södra Anundsjöån (Skalmsjöån).
Ödsbysjön är belägen i byn Ödsbyn men gränsar även i väster mot byn Tvärlandsböle.
Södra Anundsjöån rinner igenom sjön. Ytterligare inlopp till sjön är från norr Ängesbäcken, som kommer från Tjärnraningstjärnen (belägen i Ödsbyn) samt från söder i sjöns sydvästra del Sågbäcken.
De fiskar som finns i sjön är framför allt gädda, abborre och mört, men även löja, lake och enstaka ål finns. 
Fiskekort krävs för att fiska.

## Delavrinningsområde
Ödsbysjön ingår i delavrinningsområde (704111-160820) som SMHI kallar för Utloppet av Ödsbysjön. Medelhöjden är 126 meter över havet och ytan är 2,38 kvadratkilometer. Räknas de 53 avrinningsområdena uppströms in blir den ackumulerade arean 500,11 kvadratkilometer. Södra Anundsjöån (Skalmsjöån) som avvattnar avrinningsområdet har biflödesordning 2, vilket innebär att vattnet flödar genom totalt 2 vattendrag innan det når havet efter 57 kilometer. Avrinningsområdet består mestadels av skog (49 procent), öppen mark (15 procent) och jordbruk (14 procent). Avrinningsområdet har 0,37 kvadratkilometer vattenytor vilket ger det en sjöprocent på 15,4 procent.